# The Secret Life of Words
Pour plus de détails, voir Fiche technique et Distribution.
The Secret Life of Words est un film espagnol réalisé par Isabel Coixet, sorti en 2006.

## Synopsis
Hanna (Sarah Polley) est une jeune femme, malentendante et solitaire. Un jour, elle débarque sur une plate-forme pétrolière pour donner des soins à un homme victime d'un grave accident et temporairement aveugle. Elle parle peu, pas seulement par choix, et lui parle beaucoup, avec cynisme, pour ne pas sombrer. Leur rencontre va les amener à faire bouger les lignes. Ils vont se livrer, et plus rien ne sera pareil.

## Fiche technique
- Titre : The Secret Life of Words
- Titre original : La vida secreta de las palabras
- Réalisation et scénario : Isabel Coixet
- Production : Esther Garcia
- Directeur de la photographie : Jean-Claude Larrieu
- Pays de production :  Espagne
- Langue : Anglais, Espagnol
- Genre : Film dramatique
- Durée : 115 minutes
- Date de sortie : 
  - Espagne : 19 avril 2006

## Distribution
- Sarah Polley : Hanna
- Tim Robbins : Josef
- Javier Cámara :  Simon
- Daniel Mays : Martin
- Sverre Anker Ousdal :  Dimitri
- Julie Christie :  Inge
- Eddie Marsan :  Victor

## Récompenses
- Goyas 2006 : meilleur film, meilleur réalisateur, meilleur scénario original et meilleure direction de production